# Catalina Ongaro
Catalina Ongaro Alasia (Córdoba, Córdoba, Argentina, 26 de marzo de 2003) es una futbolista argentina. Juega como mediocampista en el Red Bull Bragantino que compite en el Campeonato Brasileño de Fútbol.

## Trayectoria
Ongaro nació en Córdoba, pero a los 3 años se mudó a Neuquén. Allí comenzó a jugar al fútbol en Independiente y en Pacífico antes de volver a su ciudad natal para sumarse a Talleres en 2014.
Debutó en el primer equipo en 2016, en un encuentro ante Universitario por el torneo de Primera A de la Liga Cordobesa de Fútbol, en el que dio el pase de gol para ganar el partido por 1 a 0. Tomó gran notoriedad tras la viralización en internet de un gol de tiro libre ante Unión San Vicente en 2018, año en el que afirmó su titularidad.
Comenzó a jugar para UAI Urquiza en 2019, club que competía en la Primera A a nivel nacional y en la Copa Libertadores. En su debut como titular anotó dos goles para vencer 8 a 0 a Villa San Carlos. En 2020, La Voz del Interior reconoció su crecimiento deportivo con el Premio Estímulo que otorga anualmente.
Fue presentada en el Red Bull Bragantino, que recién ascendía a la Primera División de Brasil, a comienzos de 2024. En ese año, fue convocada y debutó en la selección mayor de Argentina.

## Clubes
| Club        | País      | Año             |
| ----------- | --------- | --------------- |
| Talleres    | Argentina | 2016 - 2019     |
| UAI Urquiza | Argentina | 2019 - 2023     |
| Bragantino  | Brasil    | 2024 - presente |